# 氟派瑞
氟派瑞（Fluopyram），中國大陸稱氟吡菌醯胺，是一種琥珀酸脫氫酶的抑制劑 ，用於抗農作物真菌疾病的與抗線蟲的殺菌殺線蟲劑。由拜耳公司開發，2009年在美國獲得登記。

## 作用與機制
氟派瑞作用於粒線體呼吸電子傳遞鏈上的琥珀酸脫氫酶，它是作用於此靶標的第一個殺線蟲劑。
氟派瑞適用於防治包括灰霉病、白粉病、菌核病、褐腐病、斑點落葉病、葉斑病、早疫病、鍊格孢、核盤菌和鏈核盤菌感染等在內的許多病害。  
2012年被美國環境保護署批准，而在2013年被歐盟批准用作農藥的有效成分。

## 安全性
穩定性：有氧土壤DT50=309天（典型土）；118.8天（大田土）
毒性：低毒

- 大鼠急性經口毒性LD50>2,000mg/kg
- 大鼠急性經皮毒性LD50>2,000mg/kg/bw
- 大鼠急性吸入毒性LC50>5.11mg/L
- 美國環境保護署2016列為非致癌物質
- 為殺菌劑，對害蟲天敵、蜜蜂等不具活性
- 對哺乳類、鳥類相對安全

## 爭議事件
2017年3月15日，臺灣衛生福利部食品藥物管理署通過拜耳公司的申請案，公告訂定氟派瑞於茶葉中的容許殘留量6ppm，正式公告氟派瑞應用於茶赤葉枯病之防治藥劑。。此公告一出，引發了台灣政治界、醫界、毒物學界的多日爭議。反對方認為氟派瑞於歐盟容許量未訂氟派瑞於茶殘留容許量 (未訂標準則以偵測極限，來暫定為容許量：歐盟為 *0.1ppm、日本為 *3ppm)。反對方質疑2014以前，氟派瑞被認為與致腫瘤有關連性。
但支持方解釋，2014最新研究已經證實氟派瑞不會造成人類腫瘤。臺北榮總內科部臨床毒物與職業醫學科科主任楊振昌指出，美國環保署已將氟派瑞調降成D級，即非人類致癌物質。雖然在動物實驗中，大鼠出現肝臟腫瘤，小鼠也有甲狀腺腫瘤，但此經過研究證實，引起腫瘤之受器是人類沒有的，因此可推斷非人類之致癌物質。
支持方並且指出，慣行農友面對茶赤葉枯病之防治，縱使因為氟派瑞沒有核准於茶樹上使用，仍會用殺菌劑防治，不通過氟派瑞增訂於茶上輪替使用，是不會因此而降低農藥用量。增訂氟派瑞於茶赤葉枯病，只是開放一個新藥，多一個不同作用機制的替換選項，延緩抗藥性的產生，而不會增加農藥使用量。
支持方提出，因為各國重要農產品不同、飲食習慣亦不同，各國殘留標準不可能完全一致。各別作物殘留標準，無法反映每日總量，應從總量管制來比較。各氟派瑞在歐盟、美國等先進國均有開放使用；加拿大於乾香草設立氟派瑞 400 ppm；歐盟氟派瑞於香草、食用花卉 設立8 ppm殘留標準，甚至於某些萵苣及沙拉用生菜設立15 ppm殘留標準，皆高於我國於茶的6 ppm。
經過多日爭吵，於多位立法委員的施壓下，衛生福利部食品藥物管理署不顧專家會議的安全可行結論，仍決議暫緩實施新標準。並且正式取消氟派瑞於茶的留容許量。